# Nancy Drew: Ghost Dogs of Moon Lake
Ghost Dogs of Moon Lake es la séptima entrega de la serie de juegos de aventuras point-and-click de Nancy Drew de Her Interactive. El juego está disponible para jugar en plataformas Microsoft Windows. Tiene una clasificación ESRB de E por momentos de violencia leve y peligro. Los jugadores asumen la perspectiva en primera persona de la detective aficionada ficticia Nancy Drew y deben resolver el misterio interrogando a los sospechosos, resolviendo acertijos y descubriendo pistas. Hay dos niveles de juego, incluido un modo de detective junior y uno senior. Cada modo ofrece un nivel diferente de dificultad de rompecabezas y pistas, pero ninguno de estos cambios afecta la trama real del juego. El juego está basado vagamente en dos libros, Nancy Drew Ghost Stories: Ghost Dogs of Whispering Oaks (1989) y Mystery By Moonlight (2002). 

## Trama
Sally McDonald, una amiga del padre de Nancy Drew, compró recientemente una casa en Moon Lake en Pensilvania. La casa es la antigua residencia de un gángster de la época de la Prohibición llamado Mickey Malone. Sally huyó de la casa aterrorizada la misma noche en que Nancy llegó de visita. Según Sally, todas las noches una jauría de perros fantasmas con ojos brillantes y aullidos tristes ataca su casa. Se cree que los perros son los fantasmas de los cuatro leales Rottweilers de Malone. Supuestamente desaparecieron en el bosque el día del arresto de Malone y nunca fueron vistos con vida nuevamente. Nancy busca la verdad de la colorida historia de Mickey Malone en medio de rumores de oro enterrado.

## Desarrollo

### Personajes
- Nancy Drew - Nancy es una detective aficionada de 18 años a quien un amigo de su padre le pidió que la ayudara a resolver un caso en Moon Lake, Pensilvania. Ella es el único personaje jugable.
- Red Knott - Red es un ávido observador de aves que duerme durante el día para poder hacer cantos de pájaros por la noche. Desconfía de cualquier tipo de turistas, considerándolos una amenaza para el ecosistema natural de Moon Lake. A él le desagrada Nancy debido a su comportamiento ruidoso e inquisitivo y los extraños accidentes que la siguen.
- Emily Griffen - Emily es la amable propietaria de Em's Emporium en Moon Lake. Ella es una fuente comunicativa de información y vende prácticamente de todo en su tienda. Sus antigüedades son raras, pero es posible que esté utilizando métodos sospechosos para conseguirlas.
- Jeff Akers - El guardabosques Akers es el único a cargo del Parque Estatal Moon Lake. Tiene una personalidad estricta y disfruta multando a la gente y haciendo cumplir las reglas del parque, lo que lo ha vuelto impopular entre los residentes de Moon Lake. La compra por parte de Sally del antiguo lugar de Malone arruinó su esperanza de que el departamento de parques comprara la propiedad y aumentara el tamaño del parque estatal.

### Elenco
- Nancy Drew - Lani Minella
- Emily Griffen - Katie Klein
- Jeff Akers - Scott Plusquellec
- Nudo rojo - David S. Hogan
- Sally McDonald - Keri Healey
- Vivian Burnett Whitmore - Margaret O'Malley
- Bess Marvin - Alisa Murray
- George Fayne - Maureen Nelson
- Frank Hardy - Joshua Silwa
- Joe Hardy - Rob Jones
- Eustacia Andropov - Alena Saunders [8]

## Recepción
Según PC Data, Ghost Dogs of Moon Lake vendió 51.645 unidades en América del Norte durante 2003.  En Estados Unidos, la versión para computadora de Ghost Dogs of Moon Lake vendió entre 100.000 y 300.000 unidades en agosto de 2006. Las ventas combinadas de la serie de juegos de aventuras Nancy Drew alcanzaron las 500.000 copias en América del Norte a principios de 2003, y las entregas para computadora alcanzaron 2,1 millones de ventas solo en los Estados Unidos en agosto de 2006. Al comentar este éxito, Edge calificó a Nancy Drew como una «franquicia poderosa».
Charles Herold del New York Times escribió que Ghost Dogs of Moon Lake «no es ni el mejor ni el peor [juego de Nancy Drew], pero se distingue de los demás por un inexplicable defecto de diseño: prácticamente resuelve muchos de los acertijos por ti».  John Moran del Lawrence Journal-World describió el juego, junto con Nancy Drew: Secret of the Scarlet Hand como «bien diseñado, apasionante y divertido», y agregó que «la animación es bastante sorprendente [y] las expresiones faciales, los gestos faciales, incluso las voces son realistas».